# Peter Kraus (Gestapo)
Peter Kraus (* 25. Juli 1898 in Kirn; † 23. April 1954 in Perwouralsk) war ein deutscher Kriminalrat, SS-Führer und Gestapo-Mitarbeiter.

## Biografie
Der Bäcker Kraus nahm als Kriegsfreiwilliger von 1915 bis 1918 am Ersten Weltkrieg teil und schloss sich anschließend einem Freikorps an. Anfang Oktober 1919 trat er in Hamburg in den Polizeidienst ein und wurde Wachtmeister bei der Ordnungspolizei. Ab 1926 war er bei der Kriminalpolizei und ab 1927 bei der Politischen Polizei in Hamburg tätig. Er trat zum 1. August 1932 der NSDAP bei (Mitgliedsnummer 1.272.708). Innerhalb der Hamburger Politischen Polizei oblag ihm unter anderem die Aufgabe, die politischen Aktivitäten der NSDAP zu überwachen, weswegen er aufgrund seiner bekanntgewordenen Parteimitgliedschaft im Februar 1933 mit anderen Funktionen bei der Hamburger Polizei beauftragt wurde. Anfang März 1933 konnte er nach Intervention des Hamburger Gauleiters Karl Kaufmann auf seinen alten Posten zurückkehren und wurde mit der Leitung des Fahndungskommandos gegen Organisationen und Angehörige der KPD und der SPD betraut. In Kooperation mit dem Kommando zur besonderen Verwendung der Ordnungspolizei wurde der illegale Widerstand von Kommunisten und Arbeitern innerhalb kurzer Zeit zerschlagen und deren festgenommene Angehörigen schwer misshandelt.
Nach Beginn des Zweiten Weltkrieges wurde Kraus 1940 zum Kriminalrat befördert. Innerhalb der SS stieg er bis zum SS-Sturmbannführer auf. Nach dem Überfall auf die Sowjetunion wurde er im Distrikt Galizien eingesetzt und folgte Kurt Stawizki im Sommer 1943 als letzter Leiter der Gestapo in Lemberg unter dem Kommandeur der Sicherheitspolizei und des SD (KdS) nach. In dieser Funktion war er maßgeblich an der Verfolgung der dort lebenden Juden beteiligt.
Kraus hatte im Juli 1944 Hertha Jens geheiratet, eine frühere KPD-Sekretärin, die ihr Wissen der Gestapo zur Verfügung gestellt und zur Verhaftung von KPD-Mitgliedern beigetragen hatte.
Nach Kriegsende befand sich Kraus in sowjetischer Kriegsgefangenschaft und starb in einem Internierungslager in Perwouralsk.